# I Wanna Be Yours
Az I Wanna Be Yours John Cooper Clarke verse, amelyet 1982-ben Zip Style Method albumára készített. Akkor lett világszerte ismert, mikor az Arctic Monkeys feldolgozta 2013-as albumán, az AM-en.

## Az Arctic Monkeys feldolgozása
Az Arctic Monkeys angol rockegyüttes 2013-as stúdióalbumokon jelentette meg I Wanna Be Yours című dalát, ami az eredeti vers több szövegrészletét is átveszi. Ezek mellett szerepelt rajta teljesen új szöveg is, amit Alex Turner énekes írt. A dal producerei James Ford és Ross Orton voltak.

### Slágerlisták

#### Heti slágerlisták
| Slágerlista (2013)                                       | Legmagasabb pozíció |
| -------------------------------------------------------- | ------------------- |
| Egyesült Királyság (UK Official Streaming Chart Top 100) | 39                  |
| Egyesült Királyság (UK Indie Chart)                      | 42                  |
| Slágerlista (2021)                                       | Legmagasabb pozíció |
| Portugália (AFP Top 100 Singles)                         | 150                 |
| Slágerlista (2022–2023)                                  | Legmagasabb pozíció |
| Csehország (Singles Digitál Top 100)                     | 39                  |
| Egyesült Királyság (UK Singles Chart)                    | 99                  |
| Egyesült Királyság (UK Indie Chart)                      | 4                   |
| Global 200 (Billboard)                                   | 71                  |
| Görögország (IFPI GRE)                                   | 9                   |
| Írország (IRMA)                                          | 78                  |
| Lengyelország (Polish Streaming Top 100)                 | 51                  |
| Litvánia (AGATA)                                         | 20                  |
| Portugália (AFP Top 100 Singles)                         | 26                  |
| Svédország (Sverigetopplistan)                           | 66                  |
| Szlovákia (Singles Digitál Top 100)                      | 44                  |

#### Év végi slágerlisták
| Slágerlista (2022) | Pozíció |
| ------------------ | ------- |
| Litvánia (AGATA)   | 43      |

### Minősítések
| Régió | Minősítés  | Eladott példányszám |
| --- | ---------- | ------------------- |
| Dánia (IFPI Denmark) | arany      | 45 000‡             |
| Egyesült Államok (RIAA)                                                                                                 | 3× platina | 3 000 000‡          |
| Egyesült Királyság (BPI)                                                                                                | 2× platina | 1 200 000‡          |
| Kanada (Music Canada)                                                                                                   | 5× platina | 400 000‡            |
| Olaszország (FIMI) | 2× platina | 140 000‡            |
| Portugália (AFP) | 5× platina | 100 000‡            |
| Spanyolország (PROMUSICAE)                                                                                              | platina    | 50 000‡             |
| Streaming |            |                     |
| Görögország (IFPI Greece)                                                                                               | gyémánt    | 10 000 000†         |
| ‡ Eladási+streaming példányszámok kizárólag a minősítés alapján. † Csak streaming számok kizárólag a minősítés alapján. |            |                     |